# Kodeks kar głównych i poprawczych
Kodeks kar głównych i poprawczych – rosyjski kodeks prawa karnego opublikowany w 1845 z mocą obowiązującą od 1 maja 1846.
Był dziełem komisji, w której dużą rolę odegrał specjalista prawa karnego i historyk prawa Romuald Hube. Obowiązywał, w skróconej wersji (1221 artykułów) w Królestwie Polskim od 1847 do 1876, kiedy po rewizji rosyjskiego kodeksu w 1866 wprowadzono w całości Kodeks kar głównych i poprawczych.

## Cechy
- Wyraźny krok wstecz w porównaniu z obowiązującym poprzednio Kodeksem karzącym Królestwa Polskiego.
- Bardzo daleka idąca kazuistyka – początkowo 2224 artykułów.
- Dopuszczenie analogii – mimo zasad nulla poena sine lege i nullum crimen sine lege.
- Podział kar na główne i poprawcze.
- Ochrona religii panującej oraz innych wierzeń chrześcijańskich (przestępstwo apostazji z zakazem przedawnienia).
- Teoria odstraszania – surowość kodeksu. Rozbudowany system kar głównych i poprawczych. Liczne kary zesłania, dzielone na stopnie. Kara pozbawienia praw stanu – skutki jak francuska śmierć cywilna. Konfiskaty, kary cielesne, kary hańbiące, pokuta kościelna.
- Brak formalnej i materialnej równości wobec prawa.
- Rezygnacja z trójpodziału przestępstw.
- Kilka stopni usiłowania.
- Karanie samego zamysłu.
- Rozbudowanie katalogu przestępstw przeciwko władzy państwowej.
- W 1863 roku ograniczono kary cielesne.